# Ulvasjön (Backaryds socken, Blekinge)
Ulvasjön är en sjö i Ronneby kommun i Blekinge och ingår i Bräkneåns huvudavrinningsområde. Sjön är 1,7 meter djup, har en yta på 0,0715 kvadratkilometer och befinner sig 120,5 meter över havet. Sjön avvattnas av vattendraget Lillån.

## Delavrinningsområde
Ulvasjön ingår i det delavrinningsområde (625537-145267) som SMHI kallar för Mynnar i Bräkneån. Medelhöjden är 130 meter över havet och ytan är 34,2 kvadratkilometer. Det finns inga avrinningsområden uppströms utan avrinningsområdet är högsta punkten. Lillån som avvattnar avrinningsområdet har biflödesordning 2, vilket innebär att vattnet flödar genom totalt 2 vattendrag innan det når havet efter 32 kilometer. Avrinningsområdet består mestadels av skog (72 %), öppen mark (11 %) och jordbruk (12 %). Avrinningsområdet har 0,54 kvadratkilometer vattenytor vilket ger det en sjöprocent på 1,6 %.